# David Pink
David Anthony Pink (Southend-on-Sea, 31 de diciembre de 1939) es un deportista británico que compitió en tiro con arco, en la modalidad de arco recurvo. Ganó una medalla de bronce en el Campeonato Europeo de Tiro con Arco al Aire Libre de 1978, en la prueba por equipo.

## Palmarés internacional
| Campeonato Europeo al Aire Libre | Campeonato Europeo al Aire Libre | Campeonato Europeo al Aire Libre | Campeonato Europeo al Aire Libre |
| Año                              | Lugar                            | Medalla                          | Prueba                           |
| -------------------------------- | -------------------------------- | -------------------------------- | -------------------------------- |
| 1978                             | Stoneleigh (Reino Unido)         | Medalla de bronce                | Equipo                           |